# Kirkkolahti
Kirkkolahti är en sjö i Finland. Den ligger i kommunen Orivesi i landskapet Birkaland, i den södra delen av landet, 170 km norr om huvudstaden Helsingfors. Kirkkolahti ligger 101 meter över havet. Arean är 15,8 hektar och strandlinjen är 1,86 kilometer lång. Sjön  ingår i Kumo älvs huvudavrinningsområde.   Den ligger vid sjön Pikkusärkkä. I omgivningarna runt Kirkkolahti växer i huvudsak blandskog.
Följande samhällen ligger vid Kirkkolahti:
- Orivesi (8 846 invånare)